# SVD Dragunov
Dragunov je ime za rusku vrlo preciznu i točnu poluautomatsku snajpersku pušku koju je konstruirao ruski reprezentativac u streljaštvu Jevgenij Dragunov. Postoje samo dvije vrste ovoga snajpera: SVD i SVU B32 (API). Najbolje rezultate puška postiže na 700m, a pomoću optičkog ciljnika na daljinama do 1300m.

Glavni elementi optičkog ciljnika: okular, fokalna ravnina okulatora, sustav za okretanje slike, kočnica (u lokalnoj ravnini objektiva) i objektiv. Imaju različite izvedbe končanica za optičke ciljnike.